# Caso BALCO
Caso BALCO foi um caso legal envolvendo o uso de substâncias banidas de aumento de rendimento por atletas profissionais. O Bay Area Laboratory Co-operative (BALCO) foi um laboratório localizado na área da baía de São Francisco, Califórnia, que fornecia esteroides anabolizantes para atletas. O incidente levou a uma investigação feita pelo governo federal dos Estados Unidos em 2002.
Iniciada em 1984 como uma loja de implementos alimentícios esportivos e vitaminas, seu proprietário Victor Conte com o tempo concebeu um sistema de testar deficiências minerais em atletas, a fim de manter um equilíbrio perfeito de minerais no organismo. Através de testes regulares de sangue e urina, Conte iria monitorar e tratar a escassez de minerais em atletas, supostamente elevando consideravelmente seu nível de bem-estar físico. Após divorciar-se da mulher e de vários anos de dificuldades financeiras, a BALCO não havia conseguido sucesso profissional até 1996, quando o jogador de futebol americano Bill Romanowski  passou a ser seu cliente. A partir dali, a BALCO começou a ser contratada por atletas de alto nível, adeptos de sua mistura especial de drogas indetectáveis, fabricadas pelo desonesto químico  de Illinois Patrick Arnold e distribuído pelo técnico Greg Anderson.
Arnold criou uma ampla gama de substâncias que usadas durante um determinado ciclo poderiam passar sem detectação nos testes de doping, mesmo os feitos a nível olímpico. Cinco diferentes tipos de drogas, misturadas a suplementos minerais, foram usadas para fornecer resultados otimizados. Os tipos de drogas incluíam eritropoietina (EPO), hormônio do crescimento, modafinil, creme de testosterona e tetrahidrogestrinona, também chamada "The Clear", esta última substância especialmente criada por Arnold e usada por Marion Jones. As drogas foram produzidas e vendidas entre 1998 e 2002, quando começou a investigação federal sobre a empresa.
Paralelamente com esta investigação, a USADA, a agência antidoping americana, começou sua própria investigação de maneira silenciosa sobre Conte e a BALCO. Na metade de 2003, seus investigadores receberam anonimamente uma seringa com traços de uma misteriosa substância. O informante anônimo era o jamaicano Trevor Graham, ex-medalhista olímpico e técnico de Marion Jones e Tim Montgomery. A seringa foi parar nas mãos de  Don Catlin, fundador e diretor do Laboratório Olímpico de Análises da UCLA, que havia desenvolvido um sistema de testes para a substância THG (tetrahidrogestrinona). Catlin testou 550 amostras de atletas, das quais 20 deram positivo para THG. Atletas como Kelli White, Dwain Chambers, Kevin Toth e a meio-fundista Regina Jacobs, duas vezes medalha de prata nos 1500 m em campeonatos mundiais, foram implicados na investigação. Todos receberam suspensões diversas do esporte e maioria abandonou a carreira. O mais famoso deles, a sprinter Marion Jones, teve que devolver todas as suas medalhas olímpicas de Sydney 2000 e várias de campeonatos mundiais.
Conte, Arnold e Anderson foram todos condenados a penas diversas de prisão.